# Zygothrica pallida
Zygothrica pallida är en tvåvingeart som beskrevs av David Grimaldi 1987. Zygothrica pallida ingår i släktet Zygothrica och familjen daggflugor. Inga underarter finns listade i Catalogue of Life.